# Bai Qi
Bai Qi (caratteri cinesi: 白起; Shaanxi, III secolo a.C. – Qin, 257 a.C.) è stato un generale cinese vissuto nel III secolo a.C., durante l'era conosciuta come periodo dei regni combattenti.
Nato nella contea di Mei (attualmente nella provincia dello Shaanxi), come comandante dell'armata Qin per più di 30 anni, è stato responsabile della morte di più di 890 000 soldati nemici, cifra che gli ha procurato il soprannome di Ren Tu (人屠, letteralmente: macellaio umano). Ha conquistato più di 73 città negli altri sei Regni Combattenti, e non è presente nella storiografia cinese nessuna cronaca di una sua sola sconfitta durante tutta la sua carriera militare.

## Carriera
Promosso da ministro non nobile alla prima carica burocratica del regno di Qin dal re Zhaoxiang, ha diretto le guerre contro gli stati di Han, Wei, Zhao e Chu, conquistandone ampie aree. Nel 278 a.C. ha guidato l'esercito Qin alla conquista della città di Ying, la capitale dello stato di Chu. Come ricompensa gli fu dato il titolo di Signor Wu An (武安君, letteralmente: pace marziale), poiché conquistando i nemici portò la pace nella sua patria.
Durante la battaglia di Changping del 260 a.C., venne designato come successore di Wang He al comando dell'esercito Qin, che sbaragliò l'esercito dello stato di Zhao comandato da Zhao Kuo. L'armata Zhao fu divisa in due parti, le sue file di rifornimento e ordini di ritirata furono isolati da Bai Qi. Più di 400 000 soldati Zhao, tra cui la gente di Shangdang che si era arresa dopo l'uccisione di Zhao Kuo per mano degli arcieri Qin, furono trucidati per ordine del crudele generale.
L'intento di Bai Qi era di distruggere totalmente lo stato nemico di Zhao, le cui truppe erano ormai spaventate e scoraggiate dalla sconfitta a Changping. Tuttavia il primo ministro di Qin, Fan Sui, fu persuaso da un oratore Zhao della pericolosità del crescente potere di Bai Qi, e convinse quindi il re a fermare l'attacco contro lo Stato nemico e a concedere un periodo di risposo all'esercito, accettando una negoziazione di cessione di territori. Fu così che Bai Qi iniziò a nutrire sentimenti ostili verso Fan Sui.
Nel 257 a.C., i Qin iniziarono l'assedio di Handan, la capitale Zhao. A causa di una malattia di Bai Qi, il re fu costretto a mandare sul campo un prominente generale sostituto, tale Wang Ling (王陵), che però successivamente perse la battaglia.
Dopo pochi mesi, alla guarigione di Bai Qi, il re lo volle di nuovo nel ruolo di comandante dell'esercito, ma il generale vedeva la situazione da un altro punto di vista. Secondo lui, Qin non aveva più abbastanza risorse per portare avanti una guerra a lungo termine e, dopo aver rifiutato negoziazioni pacifiche, rischiava molto di più di essere attaccato dagli altri stati. Dopo le insistenze del re, Bai Qi rifiutò l'incarico dandosi malato e fu sostituito da Wang He (王齕).
La decisione del re portò l'esercito Qin alla disfatta. Presto gli stati di Chu e Wei mandarono rinforzi a Zhao, il nemico principale di Qin, e misero in ginocchio quest'ultimo che era già indebolito da più di cinque mesi di debole resistenza ad Handan. Il re Qin non poté far altro che chiedere di nuovo l'aiuto di Bai Qi, che per l'ennesima volta rifiutò fingendo una malattia. Fu allora che il re decise che il generale si era rifiutato troppe volte di dare il suo aiuto, lo spogliò quindi di tutti i titoli militari e burocratici e lo esiliò da Xianyang, la capitale Qin. Inoltre, il primo ministro Fan Sui riuscì a convincere il re che Bai Qi si sarebbe venduto come generale a uno degli stati nemici, diventando una minaccia per la sua stessa ex patria. Convinto delle affermazioni del ministro, il re di Qin come atto finale costrinse Bai Qi a suicidarsi a Duyou (杜邮) nel 257 a.C.

## Cultura di massa
Bai Qi è noto nella storia cinese più come simbolo di brutalità che per il suo effettivo talento militare. Secondo alcuni racconti, tuttavia, lo stesso generale avrebbe sofferto a causa delle azioni brutali provocate. A Gaoping, l'attuale Changping, esiste un piatto di tofu che si chiama carne di Bai Qi, in suo onore.
Bai Qi è una delle 32 figure storiche che appaiono come personaggi speciali nel videogame Romance of the Three Kingdoms XI, della Koei. Ha le statistiche di comando militare più alte rispetto a tutti gli altri personaggi.

## Battaglie comandate
- 293 a.C., Battaglia di Yique. Ha ucciso 240 000 membri delle truppe Wei e Han.
- 272 a.C., ha assediato una fortezza Wei ed ucciso 130 000 soldati. Ha poi ucciso 20 000 soldati Zhao e ne ha buttato i cadaveri in un fiume.
- 263 a.C., ha assediato cinque fortezze Han e ucciso 50 000 soldati.
- 260 a.C., Battaglia di Changping. Ha sconfitto sul campo il regno di Zhao e ucciso tutti i soldati Zhao che si erano arresi, con l'eccezione di 240 uomini rimandati indietro ad informare il loro governo della sconfitta. Le perdite totali dello stato di Zhao ammontarono a 450 000 uomini.